# Písac (sitio arqueológico)
Písac (en quechua: P'isaq) es un complejo arqueológico que está en el distrito homónimo de la provincia de Calca, está ubicado a 30 kilómetros de la ciudad de Cusco, en el Perú. El yacimiento arqueológico es uno de los más importantes y visitados del Valle Sagrado de los Incas. Se encuentra al este de la cordillera de Vilcabamba. Como era costumbre en la arquitectura inca, las ciudades fueron construidas sobre la base de trazos figurativos de animales. Písac arqueológico asume la forma de la perdiz de puna (Nohoprocta ornata branicti Taczanovski), como expresa su toponimia o denominación originaria.

## Descripción

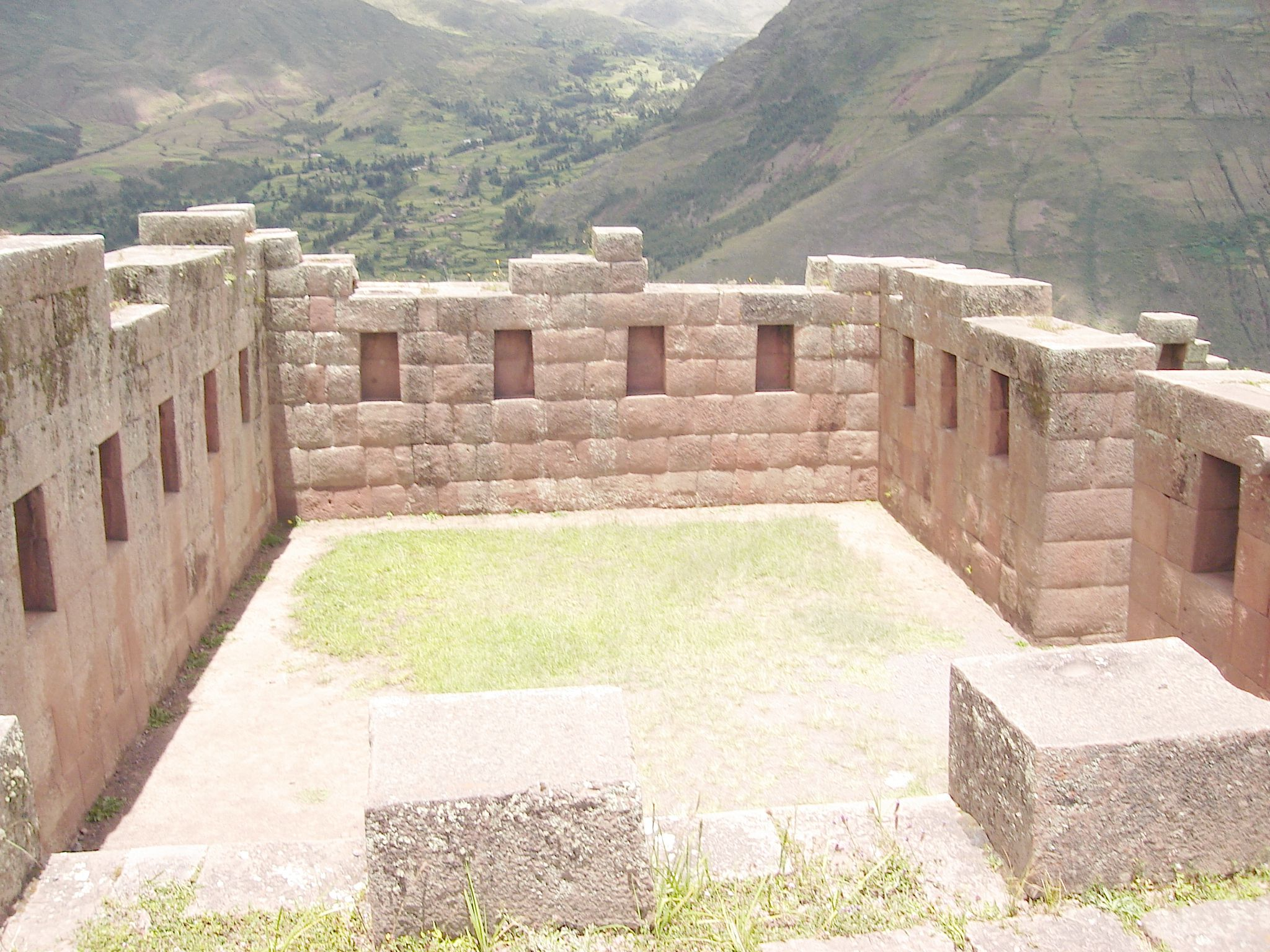
Palacio imperial, ubicado en el sector religioso de Písac incaico.

Písac fue declarado Parque Arqueológico con la Resolución Directoral Nacional n.º 429-2002. Tiene una extensión de 9,063 hectáreas.
Písac está dividido en dos zonas, la antigua, ubicada en la parte alta, es un sitio arqueológico incaico, y la actual, ubicada en el valle, que data de la época colonial. Su plaza principal es un lugar entretenido lleno de colorido y con diversos artículos artesanales a la venta. Este pueblo es conocido por su observatorio astronómico.
La arquitectura de Písac también es mestiza construida sobre restos indígenas por el virrey Toledo. Aquí se puede asistir a una misa en quechua en medio de indígenas y varayocs o alcaldes regionales. Igualmente, se puede comprobar cómo los agrónomos incas resolvieron el problema de sembrar en las pendientes de los cerros.
Es una atracción turística por el sitio arqueológico incaico que forman parte junto con Ollantaytambo y Machu Picchu del circuito arqueológico del Cuzco, que lo hacen la mayor fuente de ingreso del pueblo, aparte de la agricultura de subsistencia.

## Leyendas incas
Písac no escapa a las famosas leyendas incas. La ciudad presenta una estatua que tiene una muy particular: se dice que el cacique Huayllapuma tenía una hija, llamada Inquill, a la que tenía que casar con el hombre que pudiese construir, en sólo una noche, el puente sobre el río Willcamayu - Actualmente "Vilcanota" o "Urubamba"- (un puente de mucha importancia para la defensa del lugar). Pese a la dura tarea, Asto Rímac -un apuesto príncipe- decidió aceptar el reto, y pedir la mano de la princesa. Las autoridades del lugar dispusieron todo para que Asto Rímac iniciara las labores, mientras la princesa debía subir un cerro sin voltear; porque, de lo contrario, ella y su prometido se convertirían en piedra. Casi al amanecer, el príncipe había culminado con la obra, pero Inquill, no pudiendo soportar más, volteó y quedó convertida en piedra hasta el día de hoy.

## Galería

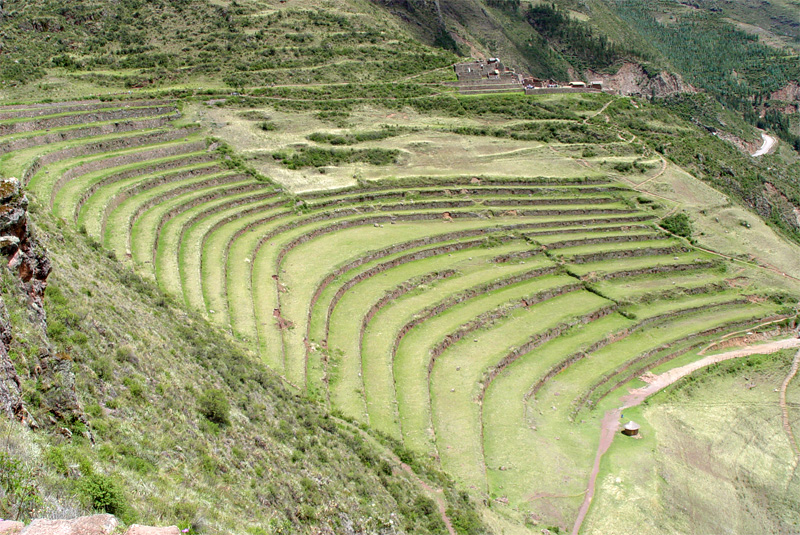
Andenerías incaicas de Písac.
Ruinas de Pisac desde el sendero de altura que conduce hasta allí.